# Geschützter Landschaftsbestandteil Kopfbäume am Alten Hellweg

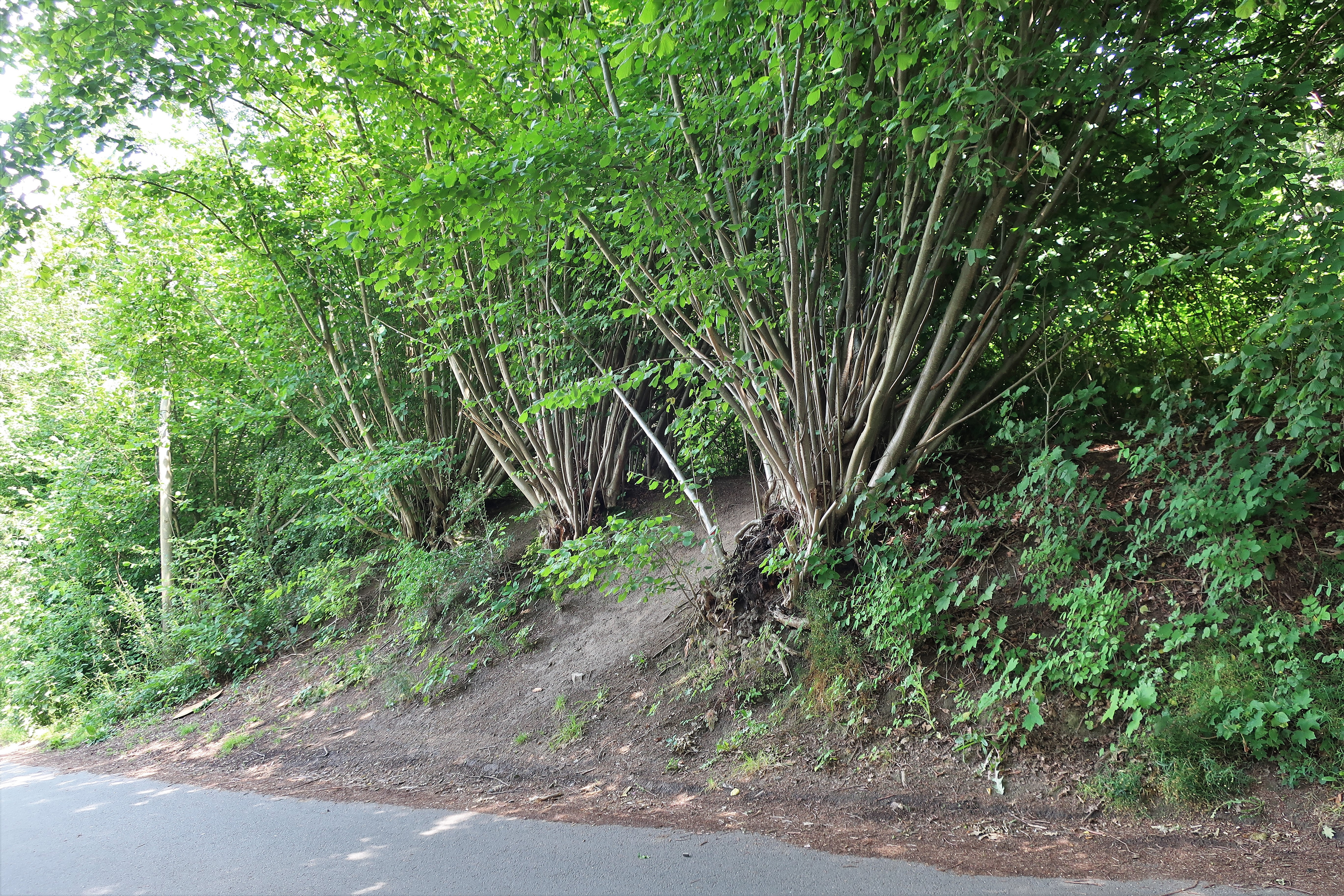
Geschützter Landschaftsbestandteil Kopfbäume am Alten Hellweg

Der Geschützte Landschaftsbestandteil Kopfbäume am Alten Hellweg mit einer Flächengröße von 0,04 ha befindet sich auf dem Gebiet der kreisfreien Stadt Hagen in Nordrhein-Westfalen. Der LB wurde 1994 mit dem Landschaftsplan der Stadt Hagen vom Stadtrat von Hagen ausgewiesen. Beim LB handelt es sich um sieben alte Kopfweiden östlich der Straße Alten Hellweg an einer gehölzbestandenen Böschung.

## Schutzzweck
Laut Landschaftsplan erfolgte die Ausweisung:
- „zur Sicherung der Leistungsfähigkeit des Naturhaushalts durch Erhalt eines Lebensraumes für Kleinsäuger, totholzbewohnende Insekten und höhlenbrütende Vögel und
- zur Gliederung und Pflege des Landschaftsbildes durch Erhalt traditioneller Grünelemente der Kulturlandschaft.“[1]

## Gebot im LB
Zusätzlich zu den umfangreichen Verboten und Geboten für alle Geschützten Landschaftsbestandteile in Hagen, wurde für dieses LB im Landschaftsplan das folgende Gebot erlassen:
- „Rückschnitt der benachbarten Gehölze im 7-jährigen Turnus.“[1]